# 金ガ岳
金ガ岳（かながたけ）は、山梨県にある山である。奥秩父山地の南（西）部に位置し、山梨県甲斐市と北杜市との境にあたる。
標高は1,764m。登山道中、八ヶ岳がよく眺望出来る。北峰と南峰がある。茅ヶ岳と連なって、八ヶ岳に似て見える。「にせ八つ」という異名がある。

## 隣接する山
- 茅ヶ岳
- 曲岳

## 温泉
- 明野ふるさと太陽館 茅の湯